# Eucalyptus sieberi
Eucalyptus sieberi ist eine Pflanzenart innerhalb der Familie der Myrtengewächse (Myrtaceae). Sie kommt am mittleren und südlichen Küstenabschnitt von New South Wales, in der Great Dividing Range, sowie im Osten und Süden von Victoria und im Nordosten von Tasmanien vor und wird dort „Black Ash“, „Coast Ash“, „Silvertop Ash“, „Silvertop“, „Ironbark“ oder „Tasmanian Ironbark“ genannt.

## Beschreibung

### Erscheinungsbild und Blatt
Eucalyptus sieberi wächst als Baum, der Wuchshöhen von bis über 30 Meter, manchmal auch bis zu 45 Meter, erreicht. Die Borke verbleibt  am gesamten Stamm und den größeren Ästen, ist grau-braun bis grau-schwarz kurzfasrig und kompakt. An den oberen Teilen des Baumes ist sie grau oder weiß und schält sich in Bändern. Die Rinde der kleinen Zweige ist blaugrün bemehlt oder bereift. Weder im Mark der jungen Zweige noch in der Borke gibt es Öldrüsen. Der Stammdurchmesser erreicht über 90 Zentimeter, selten bis über 1,7 Meter.
Bei Eucalyptus sieberi liegt Heterophyllie vor. Die Laubblätter sind stets in Blattstiel und -spreite gegliedert. Die Blattspreite an jungen Exemplaren ist breit-lanzettlich bis eiförmig und matt grau-grün. An mittelalten Exemplaren ist die Blattspreite bei einer Länge von etwa 17 cm und einer Breite von etwa 7,5 cm ebenfalls breit-lanzettlich bis eiförmig, gerade oder sichelförmig gebogen, ganzrandig und matt grau-grün. Die Blattstiele an erwachsenen Exemplaren sind 13 bis 18 mm lang und schmal abgeflacht oder kanalförmig. Die auf Ober- und Unterseite gleichfarbig glänzend grüne Blattspreite an erwachsenen Exemplaren ist bei einer Länge von 9 bis 15 cm und einer Breite von 1,2 bis 1,8 cm lanzettlich, relativ dick, sichelförmig gebogen, besitzt spitzes oberes Ende und zur Spreitenbasis hin kann sie sich verjüngen oder stumpf zulaufen. Die kaum sichtbaren Seitennerven gehen in mittleren Abständen in einem spitzen oder sehr spitzen Winkel vom Mittelnerv ab. Die Keimblätter (Kotyledone) sind nierenförmig.

### Blütenstand und Blüte
Seitenständig an einem bei einer Länge von 8 bis 16 mm und einem Durchmesser von bis zu 3 mm im Querschnitt schmal abgeflachten oder kantigen Blütenstandsschaft stehen in einem einfachen Blütenstand etwa sieben bis fünfzehn Blüten zusammen. Die stielrunden Blütenstiele sind 1 bis 4 mm lang. Die Blütenknospen sind bei einer Länge von 4 bis 7 mm und einem Durchmesser von 3 bis 4 mm keulenförmig und nicht blaugrün bemehlt oder bereift. Die Kelchblätter bilden eine Calyptra, die bis zur Blüte (Anthese) vorhanden bleibt. Die glatte Calyptra ist halbkugelig, kürzer oder so lang wie der glatte Blütenbecher (Hypanthium) und so breit wie dieser. Die Blüten sind weiß oder cremeweiß. Die äußeren Staubblätter sind unfruchtbar (steril).

### Frucht
Die gestielte Frucht ist bei einer Länge von 8 bis 11 mm und einem Durchmesser von 7 bis 9 mm konisch oder birnenförmig und drei- bis vierfächrig. Der Diskus ist angehoben oder flach, die Fruchtfächer sind eingeschlossen oder auf der Höhe des Randes.

## Vorkommen
Das natürliche Verbreitungsgebiet von Eucalyptus sieberi ist der mittlere und südliche Küstenabschnitt von New South Wales und die angrenzende Great Dividing Range, südlich von Newcastle, sowie der Osten und Süden von Victoria und der Nordosten von Tasmanien.
Eucalyptus sieberi gedeiht örtlich dominant in trockenem oder feuchten Hartlaubwald oder Waldland auf wenig oder mäßig fruchtbaren, flachen Böden an Erhebungen.

## Taxonomie
Die Erstbeschreibung von Eucalyptus sieberi erfolgte 1962 durch Lawrence Alexander Sidney Johnson unter dem Titel Studies in the Taxonomy of Eucalyptus in Contributions from the New South Wales National Herbarium, Volume 3 (3), S. 125. Das Typusmaterial weist die Beschriftung „Blackheath, N.S.W., J. H. Maiden 4.1899 (NSW 54047), with buds, fruit, adult and coppice foilage“ auf. Synonyme für Eucalyptus sieberi L.A.S.Johnson sind: Eucalyptus virgata Sieber ex Spreng., Eucalyptus sieberiana F.Muell. nom. illeg., Eucalyptus virgata Sieber ex Spreng. var. virgata, Eucalyptus sieberiana F.Muell. var. sieberiana.

## Nutzung
Das Kernholz von Eucalyptus sieberi ist blassbraun, manchmal rosafarben, und hart. Das Holz von Eucalyptus sieberi wird als Bauholz und für Handgriffe eingesetzt. Es dient auch zur Herstellung von Holzchips, die dann beispielsweise für die Herstellung von Schreibpapier verwendet werden.